# Consorti dei sovrani rumeni
Le consorti dei sovrani rumeni furono le persone sposate ai sovrani della Romania durante il loro governo. Poiché tutti i sovrani della moderna Romania furono di sesso maschile, sono tutte donne. Il sovrano aveva il titolo di re dei rumeni mentre le loro mogli ebbero il titolo di regina di Romania e l'appellativo di maestà, invece di quello di "regina dei rumeni". 
Tra il 1836 e il 1947 furono regine di Romania come mogli dei re della moderna Romania :

## Principesse dei Principati Uniti
Cuza (1862-1866) 
| Immagine | Nome          | Padre                      | Nascita        | Matrimonio | Diventò principessa                            | Cessò di essere principessa             | Morte         | Consorte       |
| -------- | ------------- | -------------------------- | -------------- | ---------- | ---------------------------------------------- | --------------------------------------- | ------------- | -------------- |
|          | Elena Rosetti | Iordache Rosetti (Rosetti) | 17 giugno 1825 | 1844       | 24 gennaio 1859 Unione di Moldavia e Valacchia | 11 febbraio 1866 abdicazione del marito | 2 aprile 1909 | Alexandru Ioan |

 Hohenzollern-Sigmaringen (1866-1881) 
| Immagine | Nome               | Padre                            | Nascita          | Matrimonio       | Diventò principessa | Cessò di essere principessa                | Morte        | Consorte |
| -------- | ------------------ | -------------------------------- | ---------------- | ---------------- | ------------------- | ------------------------------------------ | ------------ | -------- |
|          | Elisabetta di Wied | Ermanno, principe di Wied (Wied) | 29 dicembre 1843 | 15 novembre 1869 | 15 novembre 1869    | 1º marzo 1881 cambio del titolo del marito | 2 marzo 1916 | Carlo I  |

## Regine di Romania
Hohenzollern-Sigmaringen (1881-1947) 
| Immagine | Nome               | Padre                                                            | Nascita          | Matrimonio       | Diventò regina                    | Cessò di essere regina           | Morte          | Consorte     |
| -------- | ------------------ | ---------------------------------------------------------------- | ---------------- | ---------------- | --------------------------------- | -------------------------------- | -------------- | ------------ |
|          | Elisabetta di Wied | Ermanno, principe di Wied (Wied)                                 | 29 dicembre 1843 | 15 novembre 1869 | 1º marzo 1881 creazione del regno | 10 ottobre 1914 morte del marito | 2 marzo 1916   | Carlo I      |
|          | Maria di Edimburgo | Alfredo, duca di Sassonia-Coburgo-Gotha (Sassonia-Coburgo-Gotha) | 29 ottobre 1875  | 10 gennaio 1893  | 10 ottobre 1914 ascesa del marito | 20 luglio 1927 morte del marito  | 18 luglio 1938 | Ferdinando I |

## Regina madre di Romania
Hohenzollern-Sigmaringen (1940-1947) 
| Immagine | Nome            | Padre                               | Nascita       | Matrimonio    | Diventò regina madre                  | Cessò di essere regina madre            | Morte            | Madre di  |
| -------- | --------------- | ----------------------------------- | ------------- | ------------- | ------------------------------------- | --------------------------------------- | ---------------- | --------- |
|          | Elena di Grecia | Costantino I di Grecia (Glücksburg) | 2 maggio 1896 | 10 marzo 1921 | 8 settembre 1940 insignita del titolo | 30 dicembre 1947 abdicazione del figlio | 28 novembre 1982 | Michele I |

## Consorti dei sovrani di Romania (in pretesa)
Hohenzollern-Sigmaringen (1947-oggi) 
| Immagine | Nome                  | Padre                                   | Nascita           | Matrimonio        | Diventò consorte | Cessò di essere consorte | Morte         | Consorte              |
| -------- | --------------------- | --------------------------------------- | ----------------- | ----------------- | ---------------- | ------------------------ | ------------- | --------------------- |
|          | Anna di Borbone-Parma | Renato di Borbone-Parma (Borbone-Parma) | 18 settembre 1923 | 10 giugno 1948    | 10 giugno 1948   | 1 agosto 2016            | 1 agosto 2016 | Michele I             |
|          | Radu Duda             | René Corneliu Duda                      | 7 giugno 1960     | 21 settembre 1996 | 5 dicembre 2017  | in carica                | in carica     | Margherita di Romania |